# 태봉로 (철원군)
태봉로(Taebong-ro)는 강원특별자치도 철원군 근남면에서 철원군 철원읍을 잇는 도로이다.

## 주요 경유지
강원특별자치도
- 철원군 (근남면 . 서면. 갈말읍 . 동송읍 . 철원읍)

## 노선
| 이름            | 접속 노선                 | 소재지          | 소재지                                | 비고                        |
| 하로재로와 직결 | 하로재로와 직결           | 하로재로와 직결 | 하로재로와 직결                       | 하로재로와 직결             |
| --------------- | ------------------------- | --------------- | ------------------------------------- | --------------------------- |
| (이름없음)      | 하오재로                  | 철원군          | 근남면                                | 국가지원지방도 제56호선구간 |
| 신술터널        |                           | 철원군          | 근남면                                | 국가지원지방도 제56호선구간 |
|                 | 서면                      | 철원군          | 국가지원지방도 제56호선구간 연장 610m |                             |
| 신술2교         | 서면                      | 철원군          |                                       | 국가지원지방도 제56호선구간 |
| 신술 교차로     | 서면                      | 철원군          | 국도 제47호선 (금강로)                | 국가지원지방도 제56호선구간 |
| 신술교          | 서면                      | 철원군          |                                       | 지방도 제464호선구간        |
| 능곡3교         |                           | 철원군          | 갈말읍                                | 지방도 제464호선구간        |
| 능곡2교         |                           | 철원군          | 갈말읍                                | 지방도 제464호선구간        |
| 능곡1교         |                           | 철원군          | 갈말읍                                | 지방도 제464호선구간        |
| 능곡교          |                           | 철원군          | 갈말읍                                | 지방도 제464호선구간        |
| 대곡1교         |                           | 철원군          | 갈말읍                                | 지방도 제464호선구간        |
| 대곡2교         |                           | 철원군          | 갈말읍                                | 지방도 제464호선구간        |
| 논골1교         |                           | 철원군          | 갈말읍                                | 지방도 제464호선구간        |
| 논골교          |                           | 철원군          | 갈말읍                                | 지방도 제464호선구간        |
| 율곡교          |                           | 철원군          | 갈말읍                                | 지방도 제464호선구간        |
| 광명교          |                           | 철원군          | 갈말읍                                | 지방도 제464호선구간        |
| 텃골교          |                           | 철원군          | 갈말읍                                | 지방도 제464호선구간        |
| 토기교          |                           | 철원군          | 갈말읍                                | 지방도 제464호선구간        |
| 문혜 교차로     | 국도 제43호선 (호국로)    | 철원군          | 갈말읍                                | 지방도 제464호선구간        |
| 한탄대교        |                           | 철원군          | 갈말읍                                | 지방도 제464호선구간        |
|                 | 동송읍                    | 철원군          |                                       | 지방도 제464호선구간        |
| 고석정삼거리    | 지방도 제387호선 (창동로) | 철원군          |                                       | 지방도 제464호선구간        |
| 화봉교          |                           | 철원군          |                                       | 지방도 제464호선구간        |
|                 | 철원읍                    | 철원군          |                                       | 지방도 제464호선구간        |
| (이름없음)      | 국도 제87호선 (금학로)    | 철원군          |                                       | 지방도 제464호선구간        |

## 주요 건물 및 시설
- GS칼텍스 신문혜주유소 (태봉로 1421/문혜리 434-30)
- GS칼텍스 신문혜충전소 (태봉로 1421/문혜리 434-12)
- 철원소방서 (태봉로 1504/문혜리 888-3)
- 미니스톱 철원문혜리점 (태봉로 1532/문혜리 895-2)
- 문혜3리마을회관 (태봉로 1548/문혜리 1106-16)
- 문혜초등학교 (태봉로 1556/문혜리 1110-1)
- 이마트24 철원고석정점 (태봉로 1824/장흥리 25-113)
- 고석정국민관광단지 (태봉로 1825/장흥리 20-1)
- CU 철원고석정점 (태봉로 1824/장흥리 25-119)
- CU 철원태봉점 (태봉로 1850/장흥리 25-114)
- GS칼텍스 고석점주유소 (태봉로 1952/장흥리 63-13)